# Theodor Francksen

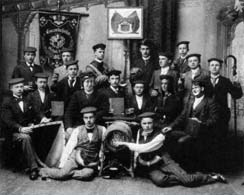
In der Mitte mit Buch: Theodor Francksen, Mitglied der Camera obscura Oldenburgensis, 1893.

Theodor Francksen (* 2. April 1875 in Oldenburg; † 17. Juni 1914 ebenda) war ein deutscher Sammler, Mäzen und der Stifter des Stadtmuseums Oldenburg.

## Leben
Sein Vater – Theodor Francksen senior – war ein Großhandelskaufmann, dessen wirtschaftlicher Erfolg seinem einzigen Kind den Aufbau der Francksen-Sammlungen und das Mäzenatentum ermöglichte. Der Sammler Theodor Francksen erkrankte schon während seiner Schulzeit (1881–1896) an Tuberkulose, was zu krankheitsbedingten Schulunterbrechungen führte. Er war Schüler des Alten Gymnasiums und Mitglied der Schülerverbindung Camera obscura Oldenburgensis. Noch vor dem Ende seiner Schulzeit verlor Theodor Francksen beide Eltern. 
Nach dem Abitur 1896 studierte er Jura in Lausanne, Berlin, Heidelberg und Göttingen, musste dies aber 1900 krankheitsbedingt aufgeben. Zwischen 1902 und 1906 unternahm Theodor Francksen insgesamt sieben Italienreisen, auf denen er seine kulturellen Neigungen vertiefte. Seine Erkrankung verhinderte schließlich weitere Reisen, woraufhin er sich auf den Aufbau seiner Sammlungen konzentrierte. Er sammelte antike Vasen und Terrakotten, japanische Farbholzschnitte und chinesisches Porzellan, europäische Druckgrafik vom 16. Jahrhundert bis in seine Gegenwart sowie in seiner Oldenburg-Sammlung Kunst, kunstgewerbliche und kulturgeschichtliche Objekte des 17. bis 20. Jahrhunderts mit deutlichem Bezug zu Stadt und Land Oldenburg. Zudem interessierte er sich auch für zeitgenössische Kunst, von der er ebenfalls Stücke erwarb. Die Grafik-Sammlung Theodor Francksens umfasste bei seinem Tod etwa 7.000 Blätter.
Um seine Sammlungen präsentieren zu können, baute er zuerst die ererbte „Francksen-Villa“ um. 1908 kaufte er ein Nachbarhaus, die „Jürgensche Villa“. Die beiden Häuser wurden noch im gleichen Jahr durch einen Verbindungsgang verbunden und sind heute Teil des Stadtmuseums Oldenburg.
Am 17. Juni 1914 starb Theodor Francksen. Er vermachte seinen Besitz der Stadt Oldenburg mit der Zielsetzung, ein Museum zu entwickeln. Am 1. Januar 1915 nahm die Stadt das Vermächtnis an. Zusätzlich zum Stadtmuseum liegt heute auch das Horst-Janssen-Museum auf dem von Theodor Francksen gestifteten Grundstück.